# Brian Carroll
Brian Michael Carroll (nacido el 20 de julio de 1981 en Springfield, Virginia) es un futbolista estadounidense que actualmente juega como mediocampista defensivo para el Philadelphia Union. Sus hermanos Jeff Carroll y Pat Carroll también son futbolistas de la Major League Soccer.

## Selección nacional
Ha sido internacional con la selección de fútbol de los Estados Unidos, ha jugado 8 partidos internacionales.

### Participaciones Internacionales
| Mundial                                | Sede      | Resultado   |
| -------------------------------------- | --------- | ----------- |
| Copa Mundial de Fútbol Juvenil de 2001 | Argentina | 8° de final |

## Clubes
| Club               | País           | Año       |
| ------------------ | -------------- | --------- |
| D.C. United        | Estados Unidos | 2003      |
| Richmond Kickers   | Estados Unidos | 2003      |
| D.C. United        | Estados Unidos | 2004-2007 |
| Columbus Crew      | Estados Unidos | 2008-2010 |
| Philadelphia Union | Estados Unidos | 2011-     |

## Palmarés

### Campeonatos nacionales
| Título                 | Club          | País           | Año  |
| ---------------------- | ------------- | -------------- | ---- |
| MLS Cup                | D.C. United   | Estados Unidos | 2004 |
| MLS Supporter's Shield | D.C. United   | Estados Unidos | 2006 |
| MLS Supporter's Shield | D.C. United   | Estados Unidos | 2007 |
| MLS Cup                | Columbus Crew | Estados Unidos | 2008 |
| MLS Supporter's Shield | Columbus Crew | Estados Unidos | 2008 |
| MLS Supporter's Shield | Columbus Crew | Estados Unidos | 2009 |